# Kateryna Rymarenko
Kateryna Oleksandrivna Rymarenko (in ucraino Катерина Олександрівна Римаренко?; Sinferopoli, 3 aprile 1990) è una cestista ucraina.

## Carriera
Con l'Ucraina ha disputato i Campionati europei del 2015.